# TwinBee Dungeon
TwinBee Dungeon (ツインビーダンジョン?  Tsuinbī Danjon) lit. "La mazmorra de TwinBee" es un videojuego de la saga TwinBee para teléfonos móviles desarrollado por Konami y publicado el 14 de mayo de 2004 solamente en Japón. Es el decimotercero de la serie del mismo nombre y Es Parte de la Saga Mystery Dungeon.

## Modo de juego
Este es una mezcla de Videojuego de rol y Roguelike, donde el jugador debe explorar automáticamente a las mazmorras generadas. El jugador se convierte Light, la segunda generación del piloto de TwinBee, y se embarca en una misión en la que explorará muchas mazmorras, mientras pilotea un nuevo vehículo creado por Dr. Cinnamon. El juego presenta nuevas mecánicas inspiradas en elementos básicos de la serie TwinBee, como criar familias de botones con poderes únicos.

## Personajes
- Dr. Warumon[cita requerida]
- Pastel[cita requerida]
- TwinBee
- Light[cita requerida]
- Winbee[cita requerida]
- Zakobee[cita requerida]
- Reina Melora[cita requerida]
- Mint[cita requerida]
- Gwinbee[cita requerida]
- Dr. Cinnamon